# Krew, pot i łzy
Krew, pot i łzy – drugi studyjny album białostockiego rapera Piha wydany w 2004 roku. Wystąpili na nim gościnnie m.in. Pezet, Pyskaty, Ten Typ Mes, HST, Chada oraz Gutek.
Reedycja albumu ukazała się w 2011 roku nakładem wytwórni Step Records.

## Lista utworów
Opracowano na podstawie materiału źródłowego.
1. "Otwórz do mnie ogień" (produkcja: Szyha, scratche: DJ One Touch) – 4:02
2. "Chłopiec" (produkcja: Szyha, gościnnie: Świeży Siwy Dym) – 4:00
3. "2003" (produkcja: Teka) – 4:16
4. "Zaklubować się na śmierć" (produkcja: Szyha, scratche: DJ One Touch, gościnnie: Lerek) – 4:17
5. "Nigdy już nie wróci" (produkcja: Magiera, gościnnie: Siloe) – 4:23
6. "Hawajskie koszule II" (produkcja: Waves, gościnnie: Pyskaty Skurwiel) – 4:34
7. "Daję rap muzykę 04" (produkcja: Szyha, scratche: DJ Kostek) – 3:44
8. "W obiegu" (produkcja: Szyha, gościnnie: D.W.A.) – 4:49
9. "Krew, pot i łzy" (produkcja: Szyha, gościnnie: Dwie Asie) – 4:57
10. "Miazga" (produkcja: Szyha, gościnnie: Mes, Pezet) – 3:50
11. "O czym marzą dziewczyny..." (produkcja: Camey) – 3:10
12. "Wariat" (gitara: Jary, produkcja: Szyha, gościnnie: MyNieMy, scratche: DJ One Touch) – 4:09
13. "S.O.S. (Serce okaż suce)" (produkcja: Jajonasz, gościnnie: HST, Pyskaty Skurwiel) – 5:37
14. "Spojrzenia na nas" (produkcja: Szyha, gościnnie: Fenomen, Dwie Asie) – 4:14
15. "Potrzebny jest na to czas" (produkcja: Jajonasz, gościnnie: 1z2, Chada) – 4:53
16. "40%" (produkcja: Waves) – 3:59
17. "Pocałunek śmierci" (produkcja: Jajonasz, scratche: DJ Kostek) – 4:31
18. "Cokolwiek" (produkcja: Waves, gościnnie: Dwie Asie) – 4:42